# یواس‌اس اس-۴۴ (اس‌اس-۱۵۵)
یواس‌اس اس-۴۴ (اس‌اس-۱۵۵) (به انگلیسی: USS S-44 (SS-155)) یک زیردریایی بود که طول آن ۲۲۵ فوت ۳ اینچ (۶۸٫۶۶ متر) بود. این زیردریایی در سال ۱۹۲۳ ساخته شد.